# Sylvicanthon furvus
Sylvicanthon furvus är en skalbaggsart som beskrevs av Schmidt 1920. Sylvicanthon furvus ingår i släktet Sylvicanthon och familjen bladhorningar. Inga underarter finns listade i Catalogue of Life.